# Sajan-Chakassia
Sajany-Chakasija (Саяны-Хакасия) bildades 1980, och är en rysk bandyklubb som spelar i Ryska ligan. Fram till 2009 hette klubben Sajany.

## 2012/2013
Sajans trupp säsongen 2012/2013:
- Tränare: Sergej Lichatjev,  Ryssland

| Pos. | Nr | Spelare              | Nationalitet |
| ---- | -- | -------------------- | ------------ |
| MV   | 1  | Marko Herajärvi      | Finland      |
| MV   | 20 | Aleksej Saveljev     | Ryssland     |
| MV   | 30 | Aleksandr Sjukajev   | Ryssland     |
| F    | 2  | Juri Timofejev       | Ryssland     |
| F    | 3  | Pekka Hiltunen       | Finland      |
| F    | 4  | Aleksej Tjizjov      | Ryssland     |
| F    | 5  | Aleksandr Usov       | Ryssland     |
| F    | 10 | Aleks Selivanov      | Ryssland     |
| F    | 14 | Dmitrij Butakov      | Ryssland     |
| F    | 19 | Dmitrij Rostovtsev   | Ryssland     |
| MF   | 6  | Vitalij Labunov      | Ryssland     |
| MF   | 7  | Vasilij Zjaukenov    | Ryssland     |
| MF   | 8  | Ost Marat Gumarovitj | Ryssland     |
| MF   | 11 | Artem Tortotjakov    | Ryssland     |
| MF   | 15 | Janis Befus          | Ryssland     |
| MF   | 18 | Jevgenij Tkatjuk     | Ryssland     |
| MF   | 22 | Ilja Boldikov        | Ryssland     |
| MF   | 23 | Roman Kozulin        | Ryssland     |
| FW   | 9  | Anton Martinov       | Ryssland     |
| FW   | 12 | Sergej Jusupov       | Ryssland     |
| FW   | 16 | Roman Murzin         | Ryssland     |
| FW   | 17 | Sergej Lichatjev     | Ryssland     |

## Meriter
Nationellt:
- Ryska ligan:
  - : 1993–94;